# 22905 Liciniotoso
22905 Liciniotoso (1999 TO19) là một tiểu hành tinh vành đai chính.